# هيئة انتخابية في نيوزيلندا

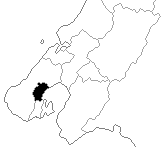
حدود دائرة ويلينغتون المركزية الانتخابية 1990-1993، نيوزيلندا

هَيْئَة انْتِخَابِيَّة أو دائرة انتخابية هي دائرة انتخابية جغرافية تستخدم لانتخاب عضو ( MP ) في برلمان نيوزيلندا . يُحدد حجم الهيئة الناخبة بحيث يكون لجميع الهيئات الانتخابية نفس عدد السكان تقريبًا.
قبل عام 1996، كان ناخبو الهيئة الانتخابية يختارون جميع أعضاء البرلمان بشكل مباشر. في النظام الانتخابي النيوزيلندي ‏ الحالي، تشغل الهيئات الانتخابية 72 مقعدًا من أصل 120 مقعدًا في البرلمان، والباقي من قوائم الأحزاب من أجل تحقيق التمثيل النسبي بين الأحزاب. تتكون الهيئات الانتخابية الـ 72 من 65 دائرة انتخابية عامة وسبع دوائر انتخابية للماوري ‏. ويتزايد عدد الهيئات بشكل دوري بما يتماشى مع النمو السكاني الوطني؛ زيد العدد من 71 إلى 72 بدءًا من الانتخابات العامة 2020.

## روابط خارجية
- الملامح الانتخابية ، من إنتاج المكتبة البرلمانية، برلمان نيوزيلندا.
- خريطة الدوائر الانتخابية بالحدود ، من إنتاج المكتبة البرلمانية، التي تديرها مفوضية الانتخابات، ومركز التسجيل الانتخابي، ومفوضية التمثيل، وقطاع العدالة.